# نیمه‌نازک‌پوش‌ماهی
نیمه‌نازک‌پوش‌ماهی (نام علمی: Quasipetalichthys) نام یک سرده از راسته نازک‌پوش‌ماهیان است.